# Niño montando un carnero
Niño montando un carnero es el título de una sobrepuerta diseñada por Francisco de Goya para el comedor de los Príncipes de Asturias en el Palacio del Pardo. Integra la quinta serie de cartones para tapices de Goya. Tiene su pareja en Niños con mastines.
Se conserva en el Art Institute of Chicago, siendo regalado a dicha institución en 1979 por los Brooks McCormick.

## Análisis
Un niño de clase elevada a tenor de sus ropas monta en un carnero de lana oscura, al tiempo que se prepara para castigar con una fusta al animal. Situados al aire libre, reciben la mayoría de la luz solar. El sombrero crea una zona de sombra similar a El quitasol, vivas muestras ambas del interés de Goya por la luz.
La sensación volumétrica es interpretada perfectamente, debido a la posición baja que mantiene al ser una sobrepuerta. Los tonos oscuros del niño y el carnero contrastan con las nubes blancas de fondo.